# SpringBoard
SpringBoard는 iOS의 응용 프로그램을 관리하는 소프트웨어이다. 매킨토시에서 Finder에 해당한다. 홈 화면을 표시하는 기능 등을 제공하고, 일반적으로 가로 4개, 세로 5개(아이폰 5이상은 6개) (중하단은 페이지 전환도 상시 표시) 응용 프로그램의 아이콘이 표시 할 수 있지만, iOS 탈옥 등의 작업을 수행할 때 그 제한을 변경 혹은 취소 할 수 있다. 시스템과 함께 실행되며 다음과 같이 iOS 인터페이스에 존재하는 그래픽 요소 관리를 담당합니다. 화면 및 도크의 애플리케이션 구성, 알림 및 위젯 관리, 폴더 생성 및 관리, 애플리케이션 관리 백그라운드에서.